# Ari Palolahti
Ari Palolahti (* 9. September 1968 in Rovaniemi) ist ein ehemaliger finnischer Skilangläufer.

## Werdegang
Palolahti, der für den Alatornion Pirkat startete, lief im März 1987 in Lahti sein erstes Weltcuprennen, welches er auf dem 50. Platz über 30 km Freistil beendete. Im Februar 1995 erreichte er mit Platz fünf im Sprint in Reit im Winkl seine erste Top-Zehn-Platzierung im Weltcupeinzel. Im folgenden Monat wurde er in Oslo Dritter mit der Staffel. Seine ersten Weltcuppunkte holte er im November 1996 in Kiruna mit dem 20. Platz über 10 km Freistil. Im Januar 1997 errang er in Lahti zusammen mit Jari Räsänen den zweiten Platz im Teamsprint. Zu Beginn der Saison 1997/98 holte er im Sprint in Mailand seinen einzigen Weltcupeinzelsieg. Es folgte in Falun zusammen mit Jari Isometsä der dritte Platz im Teamsprint und zum Saisonende der 27. Platz im Gesamtweltcup und der 17. Rang im Sprintweltcup. In der folgenden Saison kam er im Sprint viermal unter die ersten Zehn und erreichte damit den 14. Platz im Sprintweltcup. Dabei lief er im Sprint in Garmisch-Partenkirchen auf den dritten Platz. In der Saison 1999/2000 errang er mit vier Platzierungen in den Punkterängen den 17. Platz im Sprintweltcup. Nach Platz 19 im Sprint in Brusson und Rang 30 im Sprint in Engelberg zu Beginn der Saison 2000/01, belegte er in Nové Město den dritten Platz im Sprint. Beim Saisonhöhepunkt den Nordischen Skiweltmeisterschaften 2001 in Lahti gelang ihn der 32. Platz über 50 km Freistil und der vierte Rang im Sprint. Die Saison beendete er auf dem 23. Platz im Sprintweltcup. Sein bestes Einzelresultat im Weltcup, den er auf dem 24. Platz im Sprintweltcup beendete, in der Saison 2001/02 war der neunte Platz im Sprint in Stockholm sein bestes Resultat im Weltcupeinzel. Anfang Dezember 2002 siegte er beim Weltcup in Kuusamo mit der Mixed-Staffel. Bei den Olympischen Winterspielen 2002 in Salt Lake City lief er auf den 53. Platz über 15 km klassisch und auf den 20. Rang im Sprint. In der Saison 2002/03 kam er mit drei Top-Zehn-Platzierungen im Weltcupeinzel auf den 39. Platz im Gesamtweltcup und auf den 16. Platz im Sprintweltcup. Bei den Nordischen Skiweltmeisterschaften 2003 im Val di Fiemme belegte er den 20. Platz im Sprint. Sein letztes Weltcuprennen absolvierte er im März 2005 in Lahti, welches er auf dem 24. Platz im Sprint beendete.

## Teilnahmen an Weltmeisterschaften und Olympischen Winterspielen

### Olympische Spiele
- 2002 Salt Lake City: 20. Platz Sprint Freistil, 53. Platz 15 km klassisch

### Nordische Skiweltmeisterschaften
- 2001 Lahti: 4. Platz Sprint Freistil, 32. Platz 50 km Freistil
- 2003 Val di Fiemme: 20. Platz Sprint Freistil

## Erfolge

### Weltcupsiege im Einzel
| Nr. | Datum             | Ort     | Disziplin       |
| --- | ----------------- | ------- | --------------- |
| 1.  | 10. Dezember 1997 | Mailand | Sprint Freistil |

### Weltcupsiege im Team
| Nr. | Datum            | Ort     | Disziplin       |
| --- | ---------------- | ------- | --------------- |
| 1.  | 1. Dezember 2002 | Kuusamo | Mixed-Staffel 1 |

## Platzierungen im Weltcup

### Weltcup-Statistik
Die Tabelle zeigt die erreichten Platzierungen im Einzelnen.
- 1.–3. Platz: Anzahl der Podiumsplatzierungen
- Top 10: Anzahl der Platzierungen unter den ersten zehn
- Punkteränge: Anzahl der Platzierungen innerhalb der Punkteränge
- Starts: Anzahl gelaufener Rennen in der jeweiligen Disziplin
- Hinweis: Bei den Distanzrennen erfolgt die Einordnung gemäß FIS.

| Platzierung         | Distanzrennen a | Distanzrennen a | Distanzrennen a | Distanzrennen a | Distanzrennen a | Skiathlon Verfolgung | Sprint | Etappen- rennen b | Gesamt | Team c | Team c  |
| Platzierung         | ≤ 5 km          | ≤ 10 km         | ≤ 15 km         | ≤ 30 km         | > 30 km         | Skiathlon Verfolgung | Sprint | Etappen- rennen b | Gesamt | Sprint | Staffel |
| ------------------- | --------------- | --------------- | --------------- | --------------- | --------------- | -------------------- | ------ | ----------------- | ------ | ------ | ------- |
| 1. Platz            |                 |                 |                 |                 |                 |                      | 1      |                   | 1      |        | 1       |
| 2. Platz            |                 |                 |                 |                 |                 |                      |        |                   |        | 1      |         |
| 3. Platz            |                 |                 |                 |                 |                 |                      | 2      |                   | 2      | 1      | 1       |
| Top 10              |                 |                 |                 |                 |                 |                      | 14     |                   | 14     | 4      | 12      |
| Punkteränge         |                 | 1               | 1               | 1               |                 |                      | 33     |                   | 36     | 13     | 14      |
| Starts              |                 | 16              | 12              | 9               | 1               | 1                    | 38     |                   | 77     | 13     | 14      |
| Stand: Karriereende |                 |                 |                 |                 |                 |                      |        |                   |        |        |         |

### Weltcup-Gesamtplatzierungen
| Saison    | Gesamt | Gesamt | Langdistanz | Langdistanz | Sprint | Sprint |
| Saison    | Punkte | Platz  | Punkte      | Platz       | Punkte | Platz  |
| --------- | ------ | ------ | ----------- | ----------- | ------ | ------ |
| 1996/97   | 38     | 46.    | 7           | 52.         | 31     | 38.    |
| 1997/98   | 100    | 27.    | -           | -           | 100    | 17.    |
| 1998/99   | 40     | 50.    | -           | -           | 185    | 14.    |
| 1999/2000 | 76     | 56.    | -           | -           | 76     | 17.    |
| 2000/01   | 86     | 49.    | -           | -           | 87     | 23.    |
| 2001/02   | 73     | 57.    | -           | -           | 79     | 24.    |
| 2002/03   | 126    | 39.    | -           | -           | 141    | 16.    |
| 2003/04   | 50     | 73.    | -           | -           | 50     | 32.    |
| 2004/05   | 18     | 101.   | -           | -           | 18     | 51.    |